# Израиль на летних Олимпийских играх 1972
Израиль принимал участие в Летних Олимпийских играх 1972 года в Мюнхене (ФРГ) в шестой раз за свою историю, но не завоевал ни одной медали. Сборная страны состояла из 14 спортсменов (12 мужчин, 2 женщины), которые приняли участие в соревнованиях по лёгкой атлетике, тяжёлой атлетике, фехтованию, парусному спорту, стрельбе, плаванию и борьбе. Во время Олимпиады израильская сборная стала жертвой террористической атаки, погибли все 11 захваченных заложников, из них 5 спортсменов, 2 судьи и 4 тренера.